# Anton Witek
Anton Witek (7. ledna 1872 Žatec – 19. srpen 1933 Winchester, Massachusetts) byl česko-německý houslista, pedagog a koncertní mistr významných filharmonických orchestrů.

## Život
Witek se narodil v čp. 67 na dnešním Hošťálkově náměstí. Jeho otec Josef pocházel z Broumova a na pražské konzervatoři vystudoval hru na housle. Do Žatce se přiženil a otevřel si zde hudební školu. Matka Terezie pocházela ze Žatce a byla dcerou výrobce hudebních nástrojů. Během gymnaziálních studií procházel Witek hudební průpravou u otce a v letech 1885–1888 studoval, stejně jako on, na pražské konzervatoři, kde byl žákem tehdejšího ředitele Antonína Bennewitze. V roce 1894 získal prestižní místo koncertního mistra u Berlínských filharmoniků, které zastával až do roku 1909. V Berlíně založil v roce 1903 s prvním cellistou orchestru Josefem Malkinem (1879–1969) a svou manželkou, dánskou pianistkou Vitou Witekovou rozenou Gerhardtovou, Berlínské filharmonické trio. Witek v Berlíně uvedl v premiéře dva houslové koncerty tzv. vídeňských klasiků: roku 1907 to byl Mozartův koncert D-dur KV 218, o dva roky později Haydnův vůbec první houslový koncert C-dur, Hob.VIIa:1.
V roce 1910 přešel na stejný post k Bostonskému symfonickému orchestru, kde působil do roku 1918. V Bostonu pokračoval se svými dvěma spoluhráči z Berlína i nadále v komorním hraní. Roku 1918 na post koncertního mistra rezignoval. V letech 1924–1930 byl koncertním mistrem u symfonického orchestru ve Frankfurtu nad Mohanem. V roce 1924 účinkoval na Hudebních slavnostech v Bayreuthu. Poslední léta života strávil ve Winchesteru u Bostonu. V roce 1925 se rozvedl. Jeho druhou ženou se roku 1926 stala houslistka Alma Rosengrenová, jeho bývalá žačka.
Witek se věnoval rovněž sólové koncertní dráze a pedagogické činnosti. Na repertoáru měl především klasické houslové koncerty: Beethovenův, Brahmsův, Bruchův, Čajkovského, Joachimův a Paganiniho. V roce 1921 vydal knihu Fingered Octaves, věnující se některým opomíjeným aspektům techniky houslové hry.
Witkova věhlasu si v Žatci byli vědomi už v polovině 90. let 19. století, jak dokazuje zmínka v Seifertových dějinách města. V několika institucích jsou uloženy Witekovy dopisy. V knihovně Státní univerzity ve Washingtonu se nachází jeho dopis hudebnímu kritikovi Arthuru M. Abellovi z roku 1918, v němž popisuje svůj pobyt v USA za 1. světové války a stav klasické hudby v Americe a v Evropě, Institut pro media a divadlo univerzity v Kolíně nad Rýnem vlastní dopis spisovateli Martinu Sarneckovi z roku 1903.